# Valice
Valice, ungarisch Alsóvály (bis 1971 slowakisch „Nižné Valice“) ist eine Gemeinde in der südlichen Mittelslowakei mit 335 Einwohnern (Stand 31. Dezember 2024), die im Okres Rimavská Sobota, einem Kreis des Banskobystrický kraj, liegt und zur traditionellen Landschaft Gemer gehört.

## Geographie

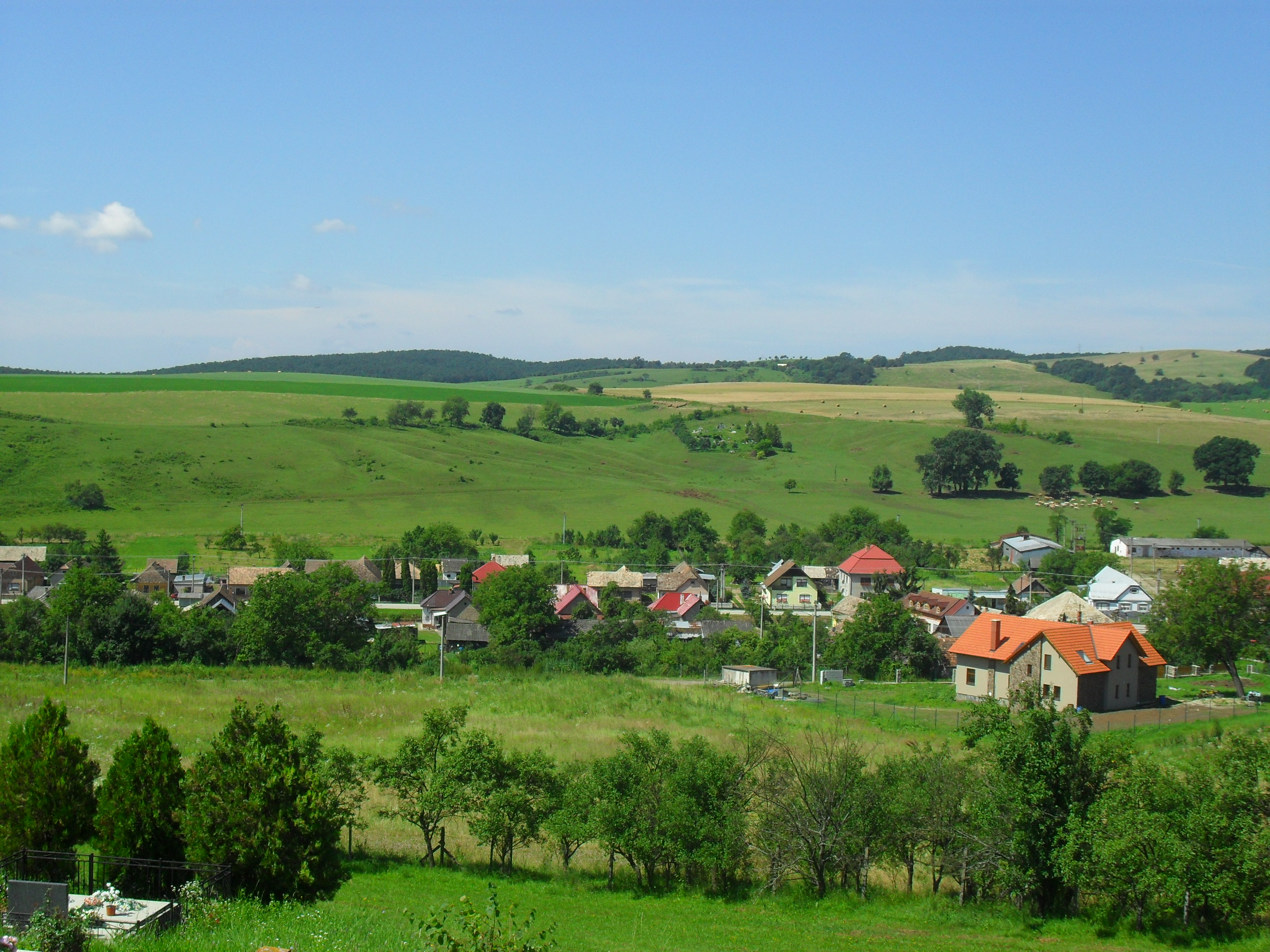
Blick auf Valice

Die Gemeinde befindet sich am Übergang vom Talkessel Rimavská kotlina (Teil der größeren Einheit Juhoslovenská kotlina) in das nördlich gelegene Bergland Revúcka vrchovina im Slowakischen Erzgebirge, am Oberlauf des Bachs Kaloša im Einzugsgebiet der Slaná. Das Ortszentrum liegt auf einer Höhe von 215 m n.m. und ist 16 Kilometer von Tornaľa sowie 27 Kilometer von Rimavská Sobota entfernt.
Nachbargemeinden sind Vyšné Valice im Westen und Norden, Rašice im Osten und Gemerské Michalovce im Süden.

## Geschichte

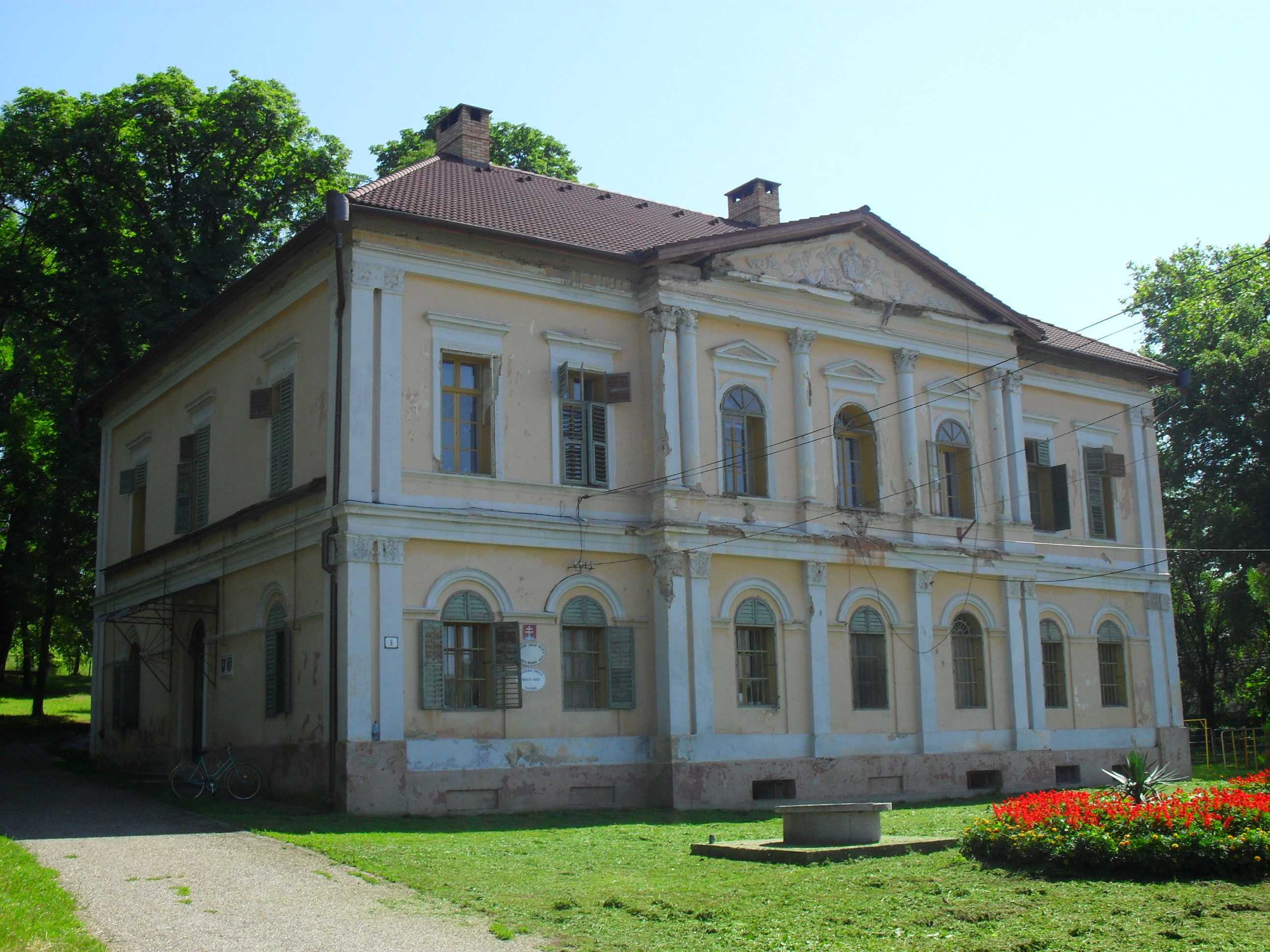
Landschloss im Ort, heute Sitz des Gemeindeamts

Valice wurde zum ersten Mal 1247 als Wal schriftlich erwähnt und war ein Untertanendorf der Familie Korláth, die hier im Jahr 1427 16 Porta besaß. 1828 zählte man 49 Häuser und 734 Einwohner, die als Landwirte beschäftigt waren.
Bis 1918/19 gehörte der im Komitat Gemer und Kleinhont liegende Ort zum Königreich Ungarn und kam danach zur Tschechoslowakei beziehungsweise heute Slowakei. Nach dem Ersten Weltkrieg waren neben Landwirtschaft Obst- und Weinbau Haupteinnahmequellen der Bevölkerung. Auf Grund des Ersten Wiener Schiedsspruchs lag der Ort von 1938 bis 1944 noch einmal in Ungarn. Die örtliche landwirtschaftliche Genossenschaft (JRD) wurde im Jahr 1952 gegründet.
Durch Zusammenschluss der Orte Nižné Valice, Vyšné Valice und Gemerské Michalovce entstand im Jahr 1971 die Gemeinde Valice. 1990 gliederten sich die beiden letztgenannten Orte wieder aus.

## Bevölkerung
| Jahr                | 1994 | 2004    | 2014    | 2024    |
| ------------------- | ---- | ------- | ------- | ------- |
| Anzahl der Personen | 331  | 310     | 322     | 335     |
| Unterschied         |      | −6,34 % | +3,87 % | +4,03 % |

| Jahr                | 2023 | 2024    |
| ------------------- | ---- | ------- |
| Anzahl der Personen | 324  | 335     |
| Unterschied         |      | +3,39 % |

Gemäß der Volkszählung 2011 wohnten in Valice 333 Einwohner, davon 225 Magyaren, 68 Slowaken und 28 Roma. 12 Einwohner machten keine Angabe zur Ethnie. 
160 Einwohner bekannten sich zur römisch-katholischen Kirche, 101 Einwohner zur reformierten Kirche, 27 Einwohner zur Evangelischen Kirche A. B. und ein Einwohner zur evangelisch-methodistischen Kirche. 28 Einwohner waren konfessionslos und bei 16 Einwohnern wurde die Konfession nicht ermittelt.

## Baudenkmäler
- Landschloss im Barockstil aus der Mitte des 18. Jahrhunderts, 1843 im klassizistischen Stil umgestaltet
- Landsitz im klassizistischen Stil aus der Mitte des 19. Jahrhunderts